# Europameisterschaften im Gewichtheben 2009
Die Europameisterschaften im Gewichtheben 2009 fanden vom 4. April 2009 bis zum 12. April 2009 in Bukarest, Rumänien statt.

## Männer

### Klasse bis 56 kg
| Disziplin | Disziplin | Gold          | Gold   | Silber        | Silber | Bronze        | Bronze |
| --------- | --------- | ------------- | ------ | ------------- | ------ | ------------- | ------ |
| -56 kg    | Zweikampf | Tom Goegebuer | 252 kg | Vito Dellino  | 247 kg | Igor Grabucea | 246 kg |
| -56 kg    | Reißen    | Tom Goegebuer | 115 kg | Sedat Artuç   | 110 kg | Igor Grabucea | 110 kg |
| -56 kg    | Stoßen    | Vito Dellino  | 138 kg | Tom Goegebuer | 137 kg | Igor Grabucea | 136 kg |

### Klasse bis 62 kg
| Disziplin | Disziplin | Gold        | Gold   | Silber              | Silber | Bronze              | Bronze |
| --------- | --------- | ----------- | ------ | ------------------- | ------ | ------------------- | ------ |
| -62 kg    | Zweikampf | Erol Bilgin | 293 kg | Sulfugar Suleimanow | 285 kg | Dimitris Minasidis  | 284 kg |
| -62 kg    | Reißen    | Erol Bilgin | 133 kg | Dimitris Minasidis  | 127 kg | Sulfugar Suleimanow | 125 kg |
| -62 kg    | Stoßen    | Erol Bilgin | 160 kg | Sulfugar Suleimanow | 160 kg | Dimitris Minasidis  | 157 kg |

### Klasse bis 69 kg
| Disziplin | Disziplin | Gold            | Gold   | Silber          | Silber | Bronze            | Bronze |
| --------- | --------- | --------------- | ------ | --------------- | ------ | ----------------- | ------ |
| -69 kg    | Zweikampf | Arakel Mirsojan | 336 kg | Vencelas Dabaya | 333 kg | Wladislaw Lukanin | 330 kg |
| -69 kg    | Reißen    | Arakel Mirsojan | 151 kg | Ninel Miculescu | 150 kg | Vencelas Dabaya   | 147 kg |
| -69 kg    | Stoßen    | Vencelas Dabaya | 186 kg | Arakel Mirsojan | 185 kg | Wladislaw Lukanin | 183 kg |

### Klasse bis 77 kg
| Disziplin | Disziplin | Gold               | Gold   | Silber             | Silber | Bronze             | Bronze |
| --------- | --------- | ------------------ | ------ | ------------------ | ------ | ------------------ | ------ |
| -77 kg    | Zweikampf | Mikalaj Tscharnjak | 344 kg | Erkand Qerimaj     | 342 kg | Dmitri Iwanenko    | 341 kg |
| -77 kg    | Reißen    | Dmitri Iwanenko    | 156 kg | Mikalaj Tscharnjak | 155 kg | Viktor Guman       | 155 kg |
| -77 kg    | Stoßen    | Erkand Qerimaj     | 190 kg | Mikalaj Tscharnjak | 189 kg | Piotr Chrusziewicz | 189 kg |

### Klasse bis 85 kg
| Disziplin | Disziplin | Gold           | Gold   | Silber             | Silber | Bronze          | Bronze |
| --------- | --------- | -------------- | ------ | ------------------ | ------ | --------------- | ------ |
| -85 kg    | Zweikampf | Alexei Jufkin  | 369 kg | Intigam Sairow     | 368 kg | Mikalaj Nowikau | 367 kg |
| -85 kg    | Reißen    | Intigam Sairow | 168 kg | Adrian Zieliński   | 167 kg | Mikalaj Nowikau | 166 kg |
| -85 kg    | Stoßen    | Alexei Jufkin  | 205 kg | Benjamin Hennequin | 204 kg | Plamen Bojew    | 203 kg |

### Klasse bis 94 kg
| Disziplin | Disziplin | Gold          | Gold   | Silber          | Silber | Bronze          | Bronze |
| --------- | --------- | ------------- | ------ | --------------- | ------ | --------------- | ------ |
| -94 kg    | Zweikampf | Jürgen Spieß  | 390 kg | Nikos Kourtidis | 385 kg | Andrei Demanow  | 380 kg |
| -94 kg    | Reißen    | Artjom Iwanow | 182 kg | Jürgen Spieß    | 178 kg | Nikos Kourtidis | 175 kg |
| -94 kg    | Stoßen    | Jürgen Spieß  | 212 kg | Nikos Kourtidis | 210 kg | Andrei Demanow  | 210 kg |

### Klasse bis 105 kg
| Disziplin | Disziplin | Gold                 | Gold   | Silber              | Silber | Bronze               | Bronze |
| --------- | --------- | -------------------- | ------ | ------------------- | ------ | -------------------- | ------ |
| -105 kg   | Zweikampf | Wladimir Smortschkow | 411 kg | Oleksiy Torokhtiy   | 405 kg | Ramūnas Vyšniauskas  | 405 kg |
| -105 kg   | Reißen    | Wladimir Smortschkow | 190 kg | Roman Konstantinow  | 183 kg | Ramūnas Vyšniauskas  | 182 kg |
| -105 kg   | Stoßen    | Oleksiy Torokhtiy    | 224 kg | Ramūnas Vyšniauskas | 223 kg | Wladimir Smortschkow | 221 kg |

### Klasse über 105 kg
| Disziplin | Disziplin | Gold              | Gold   | Silber           | Silber | Bronze           | Bronze |
| --------- | --------- | ----------------- | ------ | ---------------- | ------ | ---------------- | ------ |
| 105+ kg   | Zweikampf | Ihor Schymetschko | 433 kg | Almir Velagic    | 418 kg | Jewgeni Pissarew | 418 kg |
| 105+ kg   | Reißen    | Ihor Schymetschko | 203 kg | Jewgeni Pissarew | 193 kg | Almir Velagic    | 190 kg |
| 105+ kg   | Stoßen    | Ihor Schymetschko | 230 kg | Grzegorz Kleszcz | 229 kg | Almir Velagic    | 228 kg |

## Frauen

### Klasse bis 48 kg
| Disziplin | Disziplin | Gold          | Gold   | Silber            | Silber | Bronze            | Bronze |
| --------- | --------- | ------------- | ------ | ----------------- | ------ | ----------------- | ------ |
| -48 kg    | Zweikampf | Nurcan Taylan | 196 kg | Cristina Iovu     | 171 kg | Marzena Karpińska | 170 kg |
| -48 kg    | Reißen    | Nurcan Taylan | 88 kg  | Marzena Karpińska | 78 kg  | Cristina Iovu     | 75 kg  |
| -48 kg    | Stoßen    | Nurcan Taylan | 108 kg | Cristina Iovu     | 96 kg  | Marzena Karpińska | 92 kg  |

### Klasse bis 53 kg
| Disziplin | Disziplin | Gold              | Gold   | Silber         | Silber | Bronze         | Bronze |
| --------- | --------- | ----------------- | ------ | -------------- | ------ | -------------- | ------ |
| -53 kg    | Zweikampf | Natalija Trozenko | 192 kg | Aylin Dașdelen | 187 kg | Emine Bilgin   | 186 kg |
| -53 kg    | Reißen    | Natalija Trozenko | 87 kg  | Emine Bilgin   | 83 kg  | Aylin Dașdelen | 82 kg  |
| -53 kg    | Stoßen    | Natalija Trozenko | 105 kg | Aylin Dașdelen | 105 kg | Emine Bilgin   | 103 kg |

### Klasse bis 58 kg
| Disziplin | Disziplin | Gold               | Gold   | Silber             | Silber | Bronze        | Bronze |
| --------- | --------- | ------------------ | ------ | ------------------ | ------ | ------------- | ------ |
| -58 kg    | Zweikampf | Nastassja Nowikawa | 216 kg | Julija Kalina      | 212 kg | Romela Begaj  | 207 kg |
| -58 kg    | Reißen    | Romela Begaj       | 96 kg  | Nastassja Nowikawa | 96 kg  | Julija Kalina | 95 kg  |
| -58 kg    | Stoßen    | Nastassja Nowikawa | 120 kg | Julija Kalina      | 117 kg | Roxana Cocoș  | 114 kg |

### Klasse bis 63 kg
| Disziplin | Disziplin | Gold         | Gold   | Silber          | Silber | Bronze              | Bronze |
| --------- | --------- | ------------ | ------ | --------------- | ------ | ------------------- | ------ |
| -63 kg    | Zweikampf | Sibel Şimşek | 236 kg | Ruth Kasirye    | 231 kg | Swetlana Zarukajewa | 231 kg |
| -63 kg    | Reißen    | Sibel Şimşek | 108 kg | Ruth Kasirye    | 107 kg | Swetlana Zarukajewa | 103 kg |
| -63 kg    | Stoßen    | Sibel Şimşek | 128 kg | Meline Dalusjan | 128 kg | Swetlana Zarukajewa | 128 kg |

### Klasse bis 69 kg
| Disziplin | Disziplin | Gold            | Gold   | Silber            | Silber | Bronze            | Bronze |
| --------- | --------- | --------------- | ------ | ----------------- | ------ | ----------------- | ------ |
| -69 kg    | Zweikampf | Oksana Sliwenko | 255 kg | Nasik Awdaljan    | 245 kg | Tatjana Matwejewa | 239 kg |
| -69 kg    | Reißen    | Oksana Sliwenko | 115 kg | Nasik Awdaljan    | 110 kg | Julija Artemowa   | 108 kg |
| -69 kg    | Stoßen    | Oksana Sliwenko | 140 kg | Tatjana Matwejewa | 137 kg | Nasik Awdaljan    | 135 kg |

### Klasse bis 75 kg
| Disziplin | Disziplin | Gold                | Gold   | Silber                | Silber | Bronze                | Bronze |
| --------- | --------- | ------------------- | ------ | --------------------- | ------ | --------------------- | ------ |
| -75 kg    | Zweikampf | Natalja Sabolotnaja | 265 kg | Hripsime Churschudjan | 253 kg | Lidia Valentín        | 252 kg |
| -75 kg    | Reißen    | Natalja Sabolotnaja | 120 kg | Lidia Valentín        | 120 kg | Hripsime Churschudjan | 116 kg |
| -75 kg    | Stoßen    | Natalja Sabolotnaja | 145 kg | Hripsime Churschudjan | 137 kg | Lidia Valentín        | 132 kg |

### Klasse über 75 kg
| Disziplin | Disziplin | Gold               | Gold   | Silber           | Silber | Bronze           | Bronze |
| --------- | --------- | ------------------ | ------ | ---------------- | ------ | ---------------- | ------ |
| 75+ kg    | Zweikampf | Tatjana Kaschirina | 280 kg | Natalja Gagarina | 253 kg | Julija Dowhal    | 252 kg |
| 75+ kg    | Reißen    | Tatjana Kaschirina | 125 kg | Julija Dowhal    | 111 kg | Natalja Gagarina | 110 kg |
| 75+ kg    | Stoßen    | Tatjana Kaschirina | 155 kg | Natalja Gagarina | 143 kg | Julija Dowhal    | 141 kg |

## Medaillenspiegel
| Platz | Land          | Gold | Silber | Bronze | Gesamt |
| 1     | Russland      | 14   | 5      | 12     | 31     |
| 2     | Türkei        | 9    | 4      | 3      | 16     |
| 3     | Ukraine       | 8    | 4      | 4      | 16     |
| 4     | Belarus       | 3    | 3      | 2      | 8      |
| 5     | Armenien      | 2    | 6      | 2      | 10     |
| 6     | Deutschland   | 2    | 2      | 2      | 6      |
| 7     | Albanien      | 2    | 1      | 1      | 4      |
| 8     | Belgien       | 2    | 1      | -      | 3      |
| 9     | Aserbaidschan | 1    | 3      | 1      | 5      |
| 10    | Frankreich    | 1    | 2      | 1      | 4      |
| 11    | Italien       | 1    | 1      | -      | 2      |
| 12    | Polen         | -    | 3      | 3      | 6      |
| 13    | Moldau        | -    | 2      | 4      | 6      |
| 14    | Norwegen      | -    | 2      | -      | 2      |
| 15    | Griechenland  | -    | 2      | 1      | 3      |
| 16    | Litauen       | -    | 1      | 2      | 3      |
| 16    | Zypern        | -    | 1      | 2      | 3      |
| 16    | Spanien       | -    | 1      | 2      | 3      |
| 19    | Rumänien      | -    | 1      | 1      | 2      |
| 20    | Slowakei      | -    | -      | 1      | 1      |
| 20    | Bulgarien     | -    | -      | 1      | 1      |

## Doping
Der Bulgare Plamen Bojew (4. Platz 85 kg) und der Grieche Anastasios Triantafyllou (94 kg) wurden wegen Dopings disqualifiziert.